# Emergent virus
En emergent virus (fremvoksende virus, en virus under udvikling, etablering) er en virus, der enten er nyligt opstået – især med øgende forekomst eller geografisk rækkevidde – eller har potentiale til at øge i den nærmeste fremtid.
Emergente virusser er en førende årsag til nye smitsomme sygdomme og giver globalt udfordringer for folkesundheden i betragtning af deres potentiale til at forårsage sygdomsudbrud, der kan føre til epidemier og pandemier.
Ud over at forårsage sygdom kan nye virus også have alvorlige økonomiske konsekvenser.
Nylige eksempler inkluderer SARS-relaterede coronavirus, som 2002-2004 forårsagede udbruddet af sygdommen SARS (forårsaget af coronavirussen 'SARS-CoV-1') og coronaviruspandemien 2019 med sygdommen COVID-19
(forårsaget af SARS-CoV-2).
Andre eksempler indbefatter den humane immundefektvirus, der forårsager HIV/AIDS; de virusser, der er ansvarlige for ebola;
influenzavirus H5N1, der er ansvarlig for fugleinfluenza
og H1N1/09, som forårsagede pandemien med svineinfluenza i 2009
(en tidligere fremvoksende stamme af H1N1 forårsagede 1918 den spanske influenzapandemi, Den spanske syge)
Fremkomsten af ny virus ('viral emergence') hos mennesker er ofte en konsekvens af zoonose, som involverer at en virus krydser artsbarrieren ind i mennesker fra andre dyr. Da zoonotiske virusser findes i dyrebestande, er de meget sværere at udrydde og kan derfor etablere vedvarende infektioner hos mennesker.
Emergente virus bør ikke forveksles med genopdukkende virus eller nyligt opdagede virus. En virus der genopstår (re-emerging) anses generelt for at være en tidligere optrådt virus, der oplever/har en genopblussen
for eksempel mæslinger.
En nyligt påvist virus er en tidligere ukendt virus, der har/havde cirkuleret i arten som endemiske eller epidemiske infektioner.
En nyligt opdaget virus kan have undgået klassificering, fordi den ikke efterlod markante spor og/eller ikke kunne isoleres eller formeres i cellekultur.

Eksempler inkluderer humant rhinovirus (en førende årsag til forkølelse, som først blev identificeret i 1956)
hepatitis C (identificeret i 1989)
og human metapneumovirus (HMPV, fra familien Paramyxoviridae, først beskrevet i 2001, men menes at have været i omløb siden 1800-tallet).
Da opdagelsen af sådanne virus er drevet af teknologi, vil antallet af rapporterede sandsynligvis forøges.

## Rerferencer
1. 1 2  Holland DJ (februar 1998). "Emerging viruses". Current Opinion in Pediatrics. 10 (1): 34-40. doi:10.1097/00008480-199802000-00007. PMID 9529635.
2. ↑  Devaux CA (februar 2012). "Emerging and re-emerging viruses: A global challenge illustrated by Chikungunya virus outbreaks". World Journal of Virology. 1 (1): 11-22. doi:10.5501/wjv.v1.i1.11. PMC 3782263. PMID 24175207.
3. ↑  Lindahl JF, Grace D (2015). "The consequences of human actions on risks for infectious diseases: a review". Infection Ecology & Epidemiology. 5: 30048. doi:10.3402/iee.v5.30048. PMC 4663196. PMID 26615822.
4. ↑  Morens DM, Fauci AS (september 2020). "Emerging pandemic diseases: how we got to COVID-19". Cell. 182 (5): 1077-1092. doi:10.1016/j.cell.2020.08.021. PMC 7428724. PMID 32846157.
5. ↑  Zheng J (2020). "SARS-CoV-2: an Emerging Coronavirus that Causes a Global Threat". International Journal of Biological Sciences. 16 (10): 1678-1685. doi:10.7150/ijbs.45053. PMC 7098030. PMID 32226285.
6. ↑  Holmes EC, Dudas G, Rambaut A, Andersen KG (oktober 2016). "The evolution of Ebola virus: Insights from the 2013-2016 epidemic". Nature. 538 (7624): 193-200. Bibcode:2016Natur.538..193H. doi:10.1038/nature19790. PMC 5580494. PMID 27734858.
7. ↑  Wei P, Cai Z, Hua J, Yu W, Chen J, Kang K,  et al. (2016). "Pains and Gains from China's Experiences with Emerging Epidemics: From SARS to H7N9". BioMed Research International. 2016: 5717108. doi:10.1155/2016/5717108. PMC 4971293. PMID 27525272.
8. ↑  Smith GJ, Vijaykrishna D, Bahl J, Lycett SJ, Worobey M, Pybus OG,  et al. (juni 2009). "Origins and evolutionary genomics of the 2009 swine-origin H1N1 influenza A epidemic". Nature. 459 (7250): 1122-5. Bibcode:2009Natur.459.1122S. doi:10.1038/nature08182. PMID 19516283.
9. ↑  Taubenberger JK, Morens DM (januar 2006). "1918 Influenza: the mother of all pandemics". Emerging Infectious Diseases. 12 (1): 15-22. doi:10.3201/eid1201.050979. PMC 3291398. PMID 16494711.
10. ↑  Eidson M. "Zoonotic disease". Britannica. Hentet 16. april 2020.
11. ↑  Miquel Porta, red. (2008). A Dictionary of Epidemiology. Oxford University Press, USA. s. 78. ISBN 978-0-19-971815-3.
12. ↑  Fraser-Bell C (2019). "Global Re-emergence of Measles - 2019 update". Global Biosecurity (engelsk). 1 (3). doi:10.31646/gbio.43. ISSN 2652-0036.
13. ↑  Woolhouse M, Scott F, Hudson Z, Howey R, Chase-Topping M (oktober 2012). "Human viruses: discovery and emergence". Philosophical Transactions of the Royal Society of London. Series B, Biological Sciences. 367 (1604): 2864-71. doi:10.1098/rstb.2011.0354. PMC 3427559. PMID 22966141.
14. ↑  Leland DS, Ginocchio CC (januar 2007). "Role of cell culture for virus detection in the age of technology". Clinical Microbiology Reviews. 20 (1): 49-78. doi:10.1128/CMR.00002-06. PMC 1797634. PMID 17223623.
15. ↑  Kennedy JL, Turner RB, Braciale T, Heymann PW, Borish L (juni 2012). "Pathogenesis of rhinovirus infection". Current Opinion in Virology. 2 (3): 287-93. doi:10.1016/j.coviro.2012.03.008. PMC 3378761. PMID 22542099.
16. ↑  Houghton M (november 2009). "The long and winding road leading to the identification of the hepatitis C virus". Journal of Hepatology. 51 (5): 939-48. doi:10.1016/j.jhep.2009.08.004. PMID 19781804. {{cite journal}}: Cite har en ukendt tom parameter: |1= (hjælp)
17. ↑  de Graaf M, Osterhaus AD, Fouchier RA, Holmes EC (december 2008). "Evolutionary dynamics of human and avian metapneumoviruses". The Journal of General Virology. 89 (Pt 12): 2933-2942. doi:10.1099/vir.0.2008/006957-0. PMID 19008378.